# Idratazione del cemento
Il processo di idratazione del cemento consiste in una serie di reazioni chimiche dei componenti anidri costituenti il cemento stesso, il gesso e l'acqua d'impasto.
Le conseguenze di tali reazioni sono la presa e l'indurimento della "pasta" (così viene chiamata la miscela tra cemento e acqua).

## Costituenti del cemento Portland
Il cemento Portland, che è alla base di tutti gli altri tipi di cemento, è costituito da una miscela di clinker e gesso.

Nel clinker sono presenti 4 principali costituenti mineralogici:
- Silicato bicalcico (2CaO.SiO2);
- Silicato tricalcio (3CaO.SiO2);
- Alluminato tricalcico (3CaO.Al2O3);
- Alluminato ferrito tetracalcico o fase ferrica (4CaO.Al2O3.Fe2O3).

I silicati sono i costituenti più importanti del clinker di Portland sia perché sono presenti in maggiore percentuale (75-80%) sia perché sono i responsabili delle prestazioni meccaniche della pasta di cemento indurita, alla quale non partecipano gli alluminati.

Questo è dovuto alla natura prevalentemente fibrosa dei silicati idrati di calcio che si presta più efficacemente allo sviluppo della resistenza meccanica rispetto alla morfologia dei prodotti idrati di alluminio (lamine esagonali o cristalli cubici).

La fase ferrica e l'alluminato tricalcico sono invece essenziali per la formazione della fase liquida durante la cottura (fondenti).

La rapida idratazione dell'alluminato tricalcico, in assenza di gesso, determinerebbe la presa rapida della pasta cementizia.

## Reazioni di idratazione
L'idratazione del cemento consiste in una serie di complesse reazioni chimiche che non sono state ancora del tutto chiarite.

Utilizzando la simbologia prevista dalla chimica del cemento si rappresentano di seguito le reazioni di idratazione dei singoli costituenti il clinker, dalla più rapida alla meno rapida:
- C3A + H → C-A-H
- C4AF + H → C-A-H + C-F-H
- C2S + H → C-S-H + CH
- C3S + H → C-S-H + CH

dove si indica con:
- C2S il silicato bicalcico;
- C3S il silicato tricalcico;
- C3A l'alluminato tricalcico;
- C4AF Alluminato ferrico tetracalcico;
- CH l'idrossido di calcio detto anche portlandite;
- H l'acqua;
- C-S-H[2] i silicati idrati di calcio.
- C-A-H[3] gli alluminati idrati di calcio che rappresentano una famiglia di prodotti di idratazione degli alluminati.
- C-F-H i ferriti idrati di calcio.

L'idratazione degli alluminati dà origine alla formazione di alluminati idrati di calcio (C-A-H) mentre quella dei silicati alla formazione dei silicati idrati di calcio quasi amorfo (C-S-H) con proprietà di un gel rigido.
L'indurimento, e pertanto il potere legante del cemento, è dovuto in gran parte alla formazione dei silicati idrati di calcio (C-S-H), mentre la formazione degli alluminati idrati di calcio (C-A-H) è la causa principale della perdita di lavorabilità e della presa.

## Velocità di idratazione
Le reazioni di idratazione dei costituenti del clinker hanno diverse velocità. Il più veloce ad idratarsi è l'alluminato tricalcico seguito, dal silicato tricalcio, dalla fase ferrica e infine dal silicato bicalcico. La velocità delle reazioni di idratazione dipende anche dalla superficie di contatto con l'acqua, e quindi dalla finezza delle particelle di clinker. Una maggiore finezza di macinazione determina una maggiore superficie specifica e quindi una maggiore velocità di idratazione. Di conseguenza il fattore finezza influisce in particolare sullo sviluppo delle resistenze iniziali.

### Alluminato tricalcico
L'alluminato tricalcico si idrata molto rapidamente. Le resistenze finali vengono raggiunte in brevissimo tempo e sono causa della presa della pasta cementizia.

La resistenza meccanica dell'alluminato tricalcio non contribuisce significativamente allo sviluppo della resistenza meccanica finale del materiale se si eccettua un rapido ma piccolo incremento durante le prime ore.

Ciò dipende dalla morfologia dei cristalli di C-A-H, prevalentemente basata sulla presenza di lamine esagonali o cristalli cubici quindi poco favorevole, come avviene invece per i prodotti fibrosi C-S-H, allo sviluppo della resistenza meccanica.

L'idratazione dell'alluminato tricalcico è talmente veloce che si avrebbe una presa in brevissimo tempo (presa rapida).

Per questo motivo non si può utilizzare tal quale il clinker di Portland per il confezionamento di malte o calcestruzzi.

Per evitare questo processo e permettere la messa in opera del materiale cementizio si aggiunge del gesso (CaSO4) al clinker come regolatore di presa.

A contatto con l'acqua il gesso reagisce con gli alluminati tricalcici portando alla formazione di ettringite, detta primaria, che precipita sui granuli di C3A ostacolando la penetrazione dell'acqua e quindi rallentando il processo di idratazione degli alluminati.

Presenta un forte ritiro.

### Fase ferrica
Il processo di idratazione della fase ferrica è sostanzialmente equivalente a quello dell'alluminato tricalcico.

Rispetto a quest'ultimo ha però una velocità di idratazione minore, specialmente il presenza di gesso, il quale potere rallentante è più efficace con la fase ferrica che con l'alluminato tricalcico.
Presenta un ritiro scarso.

### Silicato tricalcico
Il silicato tricalcico si idrata rapidamente e pertanto è il principale responsabile della resistenza meccanica iniziale del cemento Portland.

La maggior parte dell'idratazione avviene nell'arco di 2 gg dal getto, pertanto i cementi a rapido indurimento contengono una maggiore quantità di silicato tricalcico.

Durante l'idratazione del silicato tricalcico viene prodotta una maggiore percentuale di Ca(OH)2 (30-40%) rispetto a quella prodotta durante l'idratazione del silicato bicalcico (10-15%); questo implica che da quest'ultimo si ottiene un maggiore tenore di silicati di calcio idrati (85-90%) rispetto a quello ottenuto dall'idrataazione dell'alite (60-70%).

Presenta uno scarso ritiro.

### Silicato bicalcico
Il silicato bicalcico ha un'idratazione lenta ed è pertanto il maggior responsabile dell'aumento della resistenza meccanica a lunga scadenza.

Come già accennato in precedenza il silicato bicalcico produce, idratandosi, una quantità maggiore di C-S-H rispetto al silicato tricalcico.

Pertanto i cementi più ricchi di belite garantiscono maggiori valori della resistenza meccanica a lunghissimo termine mentre quelli con maggiore tenore di alite garantisce maggiori resistenze a breve termine

## Calore di idratazione
Le reazioni di idratazione sono tutte esotermiche.

Il calore di idratazione dipende dal tipo e dalla classe del cemento; maggiore è il tenore di cemento Portland e maggiore è la finezza di macinazione maggiore è il calore di idratazione.

Pertanto i cementi di miscela producono un minor calore di idratazione rispetto al cemento Portland.
Le quantità di calore emesse nel corso dell'idratazione dei principali costituenti del clinker di Portland sono:
- silicato tricalcico 125 kcal/kg
- silicato bicalcico 63 kcal/kg
- alluminato tricalcico 215 kcal/kg
- fase ferrica 95 kcal/kg.

## Cause
L'insieme dei fenomeni chimico-fisici che innescano la presa e l'indurimento, vengono indicati con il termine maturazione.

Tali fenomeni possono essere riassunti come segue.

Con la formazione dell'impasto i granuli di cemento si trovano ad essere circondati e separati uno dall'altro da un sottile velo d'acqua, con cui cominciano subito a reagire in superficie dando luogo ad uno strato di prodotti di idratazione.

Questo strato continua ad aumentare di volume a spese sia dell'acqua sia dei granuli di cemento sino a riempire tutto lo spazio disponibile tra quanto è rimasto dei grani in via d'idratazione.

L'insieme dei prodotti idrati, formati in gran parte di particelle estremamente piccole e fortemente imbibite d'acqua, costituisce una massa gelatinosa che con il proseguire delle reazioni e l'eliminazione di una parte dell'acqua subisce un progressivo processo di irrigidimento.

Le reazioni chimiche più importanti sono la formazione di alluminati e silicati idrati di calcio. I primi sono responsabili della presa, poiché si idratano molto rapidamente, (contribuiscono in maniera poco significativa allo sviluppo della resistenza meccanica tranne che durante le prime ore), i secondi invece determinano l'indurimento ed a questi ultimi sono dovute le proprietà leganti del cemento e di conseguenza la resistenza meccanica del materiale.

Questo è dovuto principalmente alla morfologia dei prodotti idratati, infatti i cristalli alluminati idrati di calcio hanno una la forma di lamine esagonali o cristalli cubici, pertanto poco idonei allo sviluppo della resistenza meccanica che invece è facilitata dalla natura prevalentemente fibrosa dei cristalli di silicati idrati di calcio.

Questo è spiegabile nel seguente modo: quando i cristalli dovuti all'idratazione dei composti alluminati, ispessendosi iniziano a toccarsi fra loro collegando i granuli di C3A e C4AF adiacenti, il sistema perde la sua plasticità e inizia a fare presa.

Con il progredire dell'idratazione, iniziano a svilupparsi i prodotti fibrosi costituenti i prodotti di idratazione dei composti silicati; tali fibre diventano col tempo sempre più numerose e lunghe e pertanto quelle delle particelle di C2S e C3S adiacenti, tendono ad intrecciarsi tra loro in maniera sempre più intima collegando sempre rigidamente i granuli, determinando l'indurimento e il progressivo aumento della resistenza meccanica del materiale.

## Grado di idratazione
A parità di rapporto acqua/cemento, come teorizzato da Abrams, la resistenza della pasta di cemento, e quindi del calcestruzzo, aumenta con l'aumentare del grado di idratazione.

La formula di Powers permette di determinare la resistenza meccanica di una pasta di cemento Portland in funzione sia del rapporto a/c che del grado di idratazione del cemento α:
{\displaystyle R=K({\frac {0,6790\alpha }{0,3185\alpha +a/c}})^{3}} MPa
dove K = 250 MPa quando la porosità capillare è nulla.

Si evince che a parità di rapporto acqua/cemento la resistenza della pasta di cemento, e quindi del calcestruzzo, aumenta con l'aumentare del grado di idratazione essendo maggiore la percentuale di cemento idratato (e pertanto il tenore dei silicati idrati di calcio).

Il grado di idratazione è influenzato dalla temperatura.

Le alte temperature accelerano le reazioni di idratazione del cemento.

Pertanto a brevi stagionature, essendo maggiore il grado di idratazione, si hanno aumenti anche della resistenza meccanica della pasta con conseguente accorciamento dei tempi di presa ed indurimento.

La bassa temperatura invece determina un rallentamento delle reazioni di idratazione del cemento, con conseguente allungamento dei tempi di presa ed indurimento, pertanto alle brevi stagionature il grado di idratazione della matrice cementizia decresce con la temperatura e con lui la resistenza a compressione del materiale.

A lunghe stagionature invece si è constatato che al decrescere della temperatura aumenta la resistenza meccanica.

Quest'ultimo fenomeno è stato spiegato nel seguente modo.

Se la stagionatura del materiale cementizio viene fatta adeguatamente, a lungo termine il grado di idratazione del cemento è pari a 1 e pertanto è ininfluente sul valore della resistenza meccanica.

Si ritiene perciò che l'aumento di resistenza a compressione al decrescere della temperatura sia legato alla qualità dei silicati idrati di calcio (C-S-H) che sono responsabili della resistenza meccanica del materiale.

I C-S-H che si formano a basse temperature risultano meccanicamente di migliore qualità rispetto a quelli che si producono a temperature più elevate.

Pertanto se è vero che ad elevate temperature per brevi stagionature si producono C-S-H in maggiore quantità, a seguito del maggiore grado di idratazione del cemento, ma di minore qualità, a lunghe stagionature, quando l'idratazione del cemento è completa e il grado di idratazione è pari a 1, la quantità di C-S-H prodotti è più o meno la stessa sia per basse che per alte temperature, ma nel primo caso i silicati idrati di calcio hanno una migliore qualità e pertanto garantiscono una maggiore resistenza meccanica.
Deficit di acqua nella maturazione

Può succedere che, quando l'evaporazione superficiale dell'acqua è eccessiva, si produca un fenomeno di essiccamento precoce della zona corticale del materiale cementizio, che può essere causa di una incompleta idratazione del cemento della pelle per deficit di acqua ; oltre a compromettere la resistenza meccanica della parte più esterna del materiale, questo renderebbe la superficie dello stesso più permeabile (maggiore porosità superficiale) e pertanto più facilmente aggredibile dagli agenti atmosferici determinando un abbattimento del grado di durabilità del materiale cementizio.